# Bernd Finke

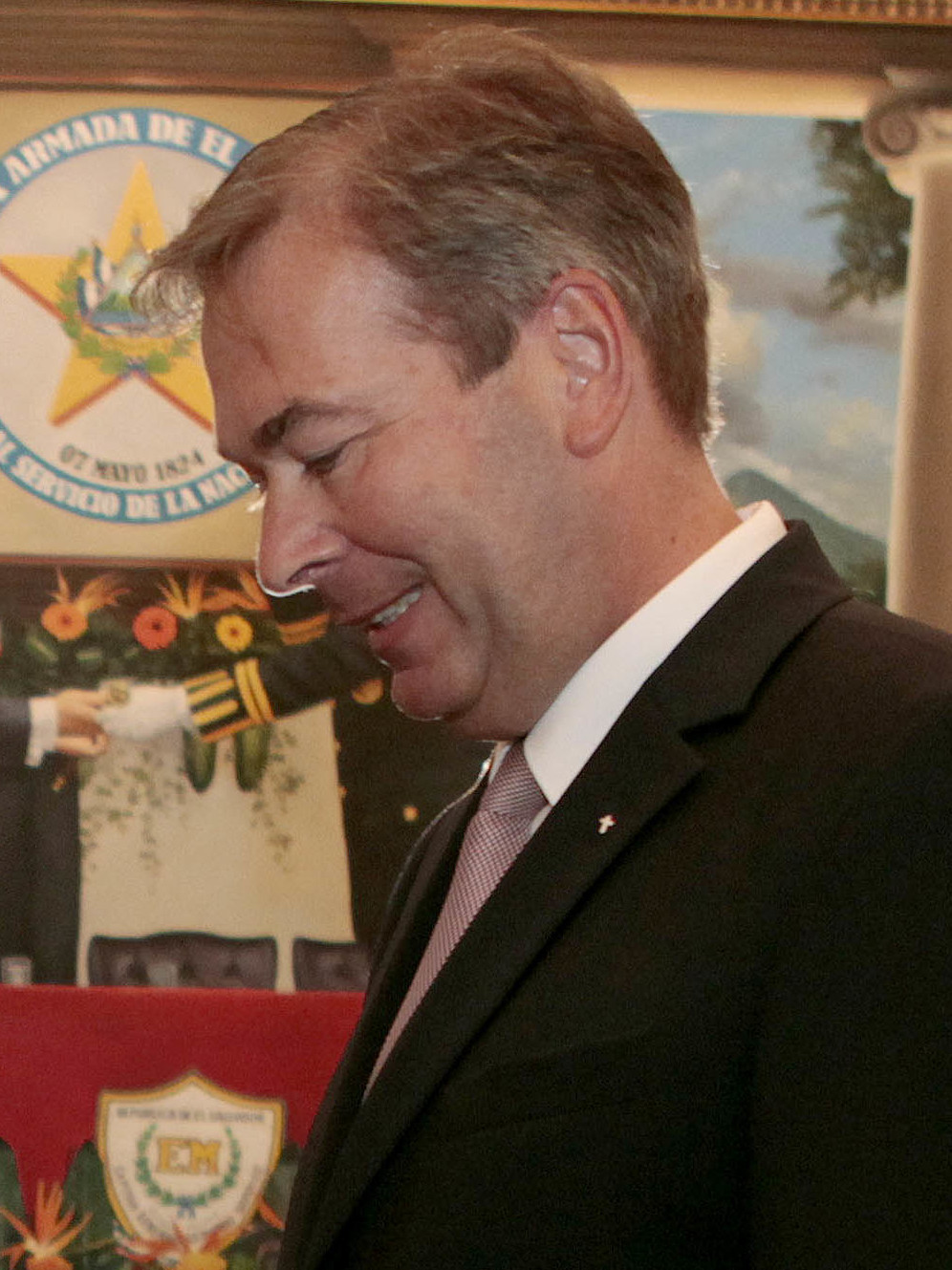
Bernd Finke, 2013

Bernd Finke (* 22. April 1963 in Duisburg) ist ein deutscher Diplomat. Er ist seit Dezember 2020 Generalkonsul Deutschlands für Sibirien und Fernost mit Sitz in Nowosibirsk. Vorher war er von 2016 bis 2020 Botschafter in El Salvador.

## Leben
Finke absolvierte nach dem Abitur von 1983 bis 1989 ein Studium der Fächer Politikwissenschaft, Staatsrecht, Völkerrecht sowie Neuere Geschichte und schloss dieses Studium 1989 mit einem Magister artium ab.
Im Anschluss trat Finke 1990 in den Auswärtigen Dienst ein und fand nach dem zweijährigen Vorbereitungsdienst sowie der Laufbahnprüfung für den höheren Auswärtigen Dienst zwischen 1992 und 1995 zunächst Verwendung am Generalkonsulat in New York City sowie danach von 1995 bis 1998 in der Zentrale des Auswärtigen Amtes. Nach weiteren Verwendungen zwischen 1998 und 2001 am Generalkonsulat in Sankt Petersburg sowie von 2001 bis 2004 an der Botschaft in Italien war er zwischen 2004 und 2006 im Auswärtigen Amt als stellvertretender Referatsleiter eingesetzt.
Nach einer einjährigen Abordnung zwischen 2006 und 2007 an die United Nations Interim Administration Mission in Kosovo (UNMIK) war Finke zwischen 2007 und 2009 erneut an der Botschaft in Italien tätig, ehe er von 2009 bis 2012 Referatsleiter im Auswärtigen Amt war.
Im Jahr 2007 wurde er zum Ständigen Diakon des Bistums Münster geweiht.
2012 wurde Finke Botschafter in Sambia und damit Nachfolger von Frank Meyke, der wiederum Botschafter in Nepal wurde. 2016 wurde er Botschafter in El Salvador. Dort wurde er 2020 von Peter Woeste abgelöst und übernahm, als Nachfolger von Peter-Christof Blomeyer, die Leitung des Generalkonsulats Nowosibirsk.